# QZ
HCQZ (Hockey Club Quick-ZOW) of QZ is een hockeyclub uit Nijmegen spelend op sportpark Staddijk in het stadsdeel Dukenburg.
De historie van QZ begint wanneer op 1 september 1937 de Nijmeegsche Dames Hockeyclub Quick wordt opgericht als onderdeel van de omnisportvereniging Quick. Van deze oprichtingsdatum zijn geen officiële stukken bewaard gebleven en de koninklijke goedkeuring van de bond verkreeg Quick pas op 29 december 1937. Het idee was om de dames van voetbalclub Quick 1888 ook een sport te laten beoefenen en dat hiermee de gezelligheid van de club vergroot kon worden. Als dameshockeyclub was Quick in de jaren 40 en 50 succesvol. In 1939 debuteerde het eerste damesteam al in de Eerste klasse oost en in 1942 kon het eerste kampioenschap van het oosten gevierd worden. Na de Tweede Wereldoorlog wisten de dames tussen 1946 en 1955 nog acht maal oostelijk kampioen te worden. In de daarop aansluitende nacompetities om het landskampioenschap moest Quick steeds haar meerdere erkennen in clubs als Amsterdam, Gooische, HHIJC en BDHC (die laatsten waren voorlopers van respectievelijk HC Klein Zwitserland en HC Bloemendaal). Hierna namen de resultaten af en werd nog enkele keren (in 1958 en in 1969) de tweede plaats bereikt in de Eerste klasse oost. In 1972 degradeerden de dames dan toch uit de Eerste klasse oost. Vanaf 1962 werd er een mannen-afdeling gestart op de club en werd de naam veranderd in Mixed Hockeyclub Quick. In 1960 verhuisde Quick mee met de voetbalclub van de Hazenkampseweg naar de Dennenstraat en vanaf 1966 werd een nieuw complex aan de Energieweg geopend met een eigen clubhuis en twee velden. Met deze laatste verhuizing maakte de hockeyclub zich per 1 september 1966 los van de omnisportvereniging. In de glorieperiode van de club telde Quick rond de 400 leden en in de jaren voor de fusie nog slechts rond de 200 leden. Het laatste complex was aan de Weteringweg in de wijk 't Acker in het stadsdeel Lindenholt.
Op 1 oktober 1963 werd vanuit het Dominicus College de MHV ZOW (Zonder Oefening Weerloos) opgericht. ZOW speelde op het sportpark Staddijk-Zuid. In het seizoen voor de fusie telde ZOW ongeveer 450 leden.
Tegen het voorjaar van 2005 werden Quick en ZOW het eens over een fusie, waarover al langere tijd werd gesproken. Vanaf dat jaar werd er al gezamenlijk gespeeld en vanaf medio 2006 werd de fusie formeel afgerond met 650 hockeyende leden. De club beschikt sindsdien over een vernieuwde accommodatie op het oude terrein van ZOW met 3 kunstgrasvelden, waarvan een semi waterveld. In 2017 werd het oudste veld vervangen door waterveld.
Het tenue bestaat uit een donkerblauw shirt met embleem, een oranje broek of rok en donkerblauwe kousen.